# Polycarpa maruhi
Polycarpa maruhi är en sjöpungsart som beskrevs av Monniot 1987. Polycarpa maruhi ingår i släktet Polycarpa och familjen Styelidae. Inga underarter finns listade i Catalogue of Life.